# Anestis Afentoulidis
Anestis Afentoulidis (en griego: Ανέστης Αφεντουλίδης; Kastoria, Reino de Grecia; 7 de diciembre de 1941 – 6 de abril de 2024) fue un futbolista griego que jugó en la posición de delantero.

## Equipos
| Periodo   | Club                     |
| --------- | ------------------------ |
| 1962–1965 | Aris Kastoria            |
| 1965–1970 | PAOK FC                  |
| 1970–1976 | Kastoria FC              |
| 1973–1974 | → Toronto Homer (cedido) |

## Logros

### Club
- Beta Ethniki (1): 1973/74[9]

### Individual
- Goleador de la Beta Ethniki en 1963/64 (23 goles).[10]